# Adventureland (игра)
Adventureland — текстовая приключенческая игра для микрокомпьютеров, выпущенная Скоттом Адамсом в 1978 году. Сюжета нет, игрок ищет тринадцать потерянных артефактов в фэнтезийном окружении. Успех игры помог Адамсу создать компанию Adventure International, издавшую затем ещё тринадцать игр серии Adventure.

## Игровой процесс
Управление в Adventureland осуществляется с помощью письменных команд. Они могут состоять из одного слова: например, команды для перемещения персонажа («север», «юг», «восток», «запад», «вверх», «вниз»). Другой вариант — простые фразы из двух слов (англ. climb tree — «залезть на дерево»). Хотя игра может распознать около 120 слов, синтаксический анализатор учитывает только первые три буквы. Таким образом, команды можно подавать в усечённом виде: «lig lam» будет интерпретировано как «зажечь лампу».
Чтобы завершить игру, игрок должен собрать тринадцать потерянных артефактов.

## Разработка
Adventureland была вдохновлена более ранней Colossal Cave Adventure, хотя они отличаются масштабностью. Исходный код Adventureland был опубликован в журнале SoftSide в 1980 году, а формат базы данных позже использовался в других интерпретаторах, в частности, серии Mysterious Adventures Брайана Ховарта.
Adventureland была написана для TRS-80, а затем перенесена на другие системы, большинство из которых в 1978 году не существовало: Apple II, 8-битные компьютеры Atari, TI-99/4A, PET, VIC-20, Commodore 64, IBM PC, ZX Spectrum, BBC Micro, Acorn Electron, Dragon 32/64 и Exidy Sorcerer. Также существовала урезанная версия с тремя сокровищами под названием Adventure 0: Special Sampler, продававшаяся по более низкой цене.
В 1982 году Adventureland была переиздана в виде графического квеста, в котором на экране отображались объекты и пейзажи, которые видит главный герой.

## Критика
Марк Хирро в рецензии для журнала Dragon написал:
«я не в состоянии написать такую рекомендацию, которую заслуживает ЛЮБАЯ игра серии Adventure Скотта Адамса. Выпросите, одолжите или украдите возможность поиграть в Adventure!». Британский журнал Micro Adventurer похвалил тот факт, что версия для VIC-20 была выпущена в виде картриджа, поскольку другое решение привело бы к слишком долгим загрузкам. Формат экрана и синтаксический анализатор, по мнению журнала, были «стандартными». Журнал критиковал незначительные особенности управления, непоследовательную карту и случайное расположение сокровищ. InfoWorld’s Essential Guide to Atari Computers рекомендовал игру как «лучшую из ранних» приключенческих игр.